# Allan Michaelsen
Pour les articles homonymes, voir Michaelsen.
Allan Michaelsen est un footballeur international danois (2 novembre 1947 à Copenhague, Danemark - 2 mars 2016). Il évolue au poste de milieu de terrain au FC Nantes entre 1969 et 1972. Il est le père de Jan Michaelsen.

## Biographie

### En club
Avec le club du FC Nantes, il dispute 44 matchs en Division 1, inscrivant trois buts. 
Il atteint la finale de la Coupe de France en 1970 avec les Canaris, en étant battu par l'AS Saint-Étienne. La saison suivante, il dispute quatre matchs en Coupe d'Europe des vainqueurs de coupe.

### En équipe nationale
Il reçoit 8 sélections et inscrit un but en équipe du Danemark entre 1969 et 1972.
Il joue son premier match en équipe nationale le 15 juin 1969 contre la Hongrie, et son dernier le 15 novembre 1972 contre l'Écosse. Le 1er juillet 1969, il inscrit un but à l'occasion d'un match amical face aux Bermudes. C'est son seul but en équipe nationale.

## Palmarès
- Champion du Danemark en 1969 avec le B 1903
- Finaliste de la Coupe de France en 1970 avec le FC Nantes.